# 社会民族大会
社会民族大会（烏克蘭語：Соціал-Національна Асамблея，缩写：SNA），是多个极端民族主义和新纳粹激进组织和团体的集合，成立于2008年，围绕“乌克兰爱国者”组织而建，主要以基辅为活动基地。其成员均持有社会民族主义意识形态，并同意在乌克兰建立社会民族主义国家。在乌克兰的政治谱系中属于最偏右的部分。
2013年11月下旬，社会民族大会加入由多个乌克兰极右翼团体组成的联盟，该联盟随后演变为“右区”，2014年退出“右区”联盟。